# Martina Dezotti
Martina Dezotti (27 de diciembre de 1997, Rosario) es una futbolista argentina que integra el plantel profesional de fútbol femenino de Spezia Calcio. Su posición en el campo de juego es delantera.

## Trayectoria
Martina Dezotti es jugadora de fútbol de Argentina. Integra el plantel profesional de fútbol femenino de Boca Juniors.
Su niñez la vivió en España y a los 8 años comenzó a practicar en el Vandalia, pero un día le dijeron que el fútbol mixto no estaba permitido y tuvo que dejar. Jugó en el club Sportsman y Newell´s.
En septiembre de 2022 se confirma su pase a Spezia Calcio de la Serie C italiana.